# Немпиц
Немпиц (нем. Nempitz) — коммуна в Германии, в земле Саксония-Анхальт. Входит в состав города Бад-Дюрренберг района Зале.

## История
Впервые упоминается в 1474 году .
Ранее Немпиц имела статус общины (коммуны). Она была образована 1 апреля 1937 года объединением деревень Немпиц, Эцш и Требен. Население общины составляло 307 человек (на 31 декабря 2006 года). Занимала площадь 6,06 км². 1 января 2010 года община Немпиц вошла в состав города Бад-Дюрренберг. 